# Station Padew
Station Padew is een spoorwegstation in de Poolse plaats Padew Narodowa.